# Parafia Najświętszej Maryi Panny Królowej Różańca Świętego w Gdańsku
Parafia NMP Królowej Różańca Świętego w Gdańsku, zwana także „Okrąglakiem” – rzymskokatolicka parafia usytuowana w gdańskiej dzielnicy Przymorze Małe przy placu Najświętszej Maryi Panny. Wchodzi w skład dekanatu Gdańsk Przymorze, który należy do archidiecezji gdańskiej.

## Historia
Na fali popaździernikowej odwilży podejmowano od 1957 starania o utworzenie parafii katolickiej dla nowej dzielnicy Przymorze. 12 sierpnia 1958 bp. Edmund Nowicki – koadiutor gdański, erygował nową parafię, wybudowaną – wówczas pod adresem Zwycięzców 19, tymczasową murowaną kaplicę. Kościół docelowy, według projektu inż. arch. Leopolda Taraszkiewicza, na skutek oporu władz wzniesiono dopiero po kolejnym politycznym przesileniu, po Grudniu 1970. Prace trwały w latach 1972–1976, za zarządu szczególnie zasłużonego dla parafii ks. prał. Jana Majdera.
Była to pierwsza w Gdańsku świątynia dwukondygnacyjna – jednocześnie dwa kościoły, górny i dolny, taki model zabudowy stosowano ze względu na liczbę mieszkańców osiedla oraz trudności w uzyskiwaniu kolejnych zezwoleń na budowę, a przy tym jeden z największych od podstaw zbudowanych Kościołów w Polsce powojennej. Kościół dolny wraz z kompleksem przyległych do nich salek katechetycznych poświęcono już w grudniu 1972, górny natomiast w 1976 – w obu wypadkach przez bpa Lecha Kaczmarka – biskupa diecezjalnego gdańskiego. Osobno stojąca 83-metrowa – od północno-zachodniej strony kościoła, wieża-latarnia, na której budowę ówczesne władze – ze względu na jej imponującą wysokość – nie chciały wyrazić zgody, została ukończona w roku 1979 – po wyborze Karola Wojtyły na papieża. Zawisły na niej trzy dzwony: Maryja, Piotr i Wojciech.
Uroczystej konsekracji (całego) Kościoła dokonał w 1992 arcybiskup metropolita gdański – Tadeusz Gocłowski CM. Parafia, po wydzieleniu w 1988 parafii św. Brata Alberta oraz w 1990 parafii pw. św. Józefa, obejmuje obecnie Małe Przymorze – obszar od torów kolejowych po ul. Chłopską. Kościół, popularnie nazywany „Okrąglakiem” (lub żartobliwie „Gazownią”), faktycznie zbudowana została na planie elipsy. W kościele górnym w prezbiterium od strony zachodniej znajduje się drewniana figura Chrystusa Uwielbionego umieszczona nad tabernakulum, w części południowej kaplica z ceramiczną figurą Matki Bożej Różańcowej – aut. Janiny Karczewskiej, w części północnej kaplica chrzcielna z figurą św. Jana Chrzciciela oraz osobno – tryptyk poświęcony papieżowi Janowi Pawłowi II. Naprzeciwko prezbiterium znajduje się prospekt organowy z 40-głosowymi organami piszczałkowymi. Witraże okienne według projektu Kazimierza Kalkowskiego – o powierzchni ponad 500 m²; tworzą oryginalną Drogę Krzyżową wokół świątyni. W kościele dolnym w ołtarzu umieszczono kopię obrazu Matki Bożej Częstochowskiej, w tabernakulum ceramiczna płaskorzeźba – aut. Anny Surajewskiej – Ostatnia wieczerza. Znajduje się tu także krypta z grobem budowniczego kościoła – ks. prał. Jana Majdera, oraz gobelin aut. Marii Jujki – „Gdańsk zawsze wierny”.
Na zachód od kościoła wybudowano plebanie, a w kompleksie duszpasterskim dom zakonny siostr serafitek. Przy Kościele działa blisko 30 różnych wspólnot, stowarzyszeń i organizacji kościelnych, w tym własna orkiestra parafialna i chór Magnificat.

### Opozycja
W latach '70. i '80. Kościół stał się nieoficjalnie ośrodkiem kultury niezależnej względem komunistów tzw. władzy socjalistycznej.

### Kościół parafialny
Obecny kościół powstał w latach '70. XX wieku, w zastępstwie dotychczasowego kościoła, na obszarze dzielnicy Przymorze Małe. Władze komunistyczne uniemożliwiały powstawanie nowych kościołów na obszarach tzw. nowych dzielnic robotniczych – którą to Przymorze, podobnie jak krakowska Nowa Huta przynajmniej w zamierzeniach socjalistycznych urbanistów stanowiło. W 1971, po wstawiennictwie gdańskich stoczniowców, ówczesne władze komunistyczne wydały pozwolenie na budowę nowej świątyni.
Koncepcja architektoniczna, architekta Politechniki Gdańskiej dra Leopolda Taraszkiewicza, przewidywała powstanie wielkiego kościoła dla ówczesnego ponad 50-tysięcznego Przymorza. Efektem pracy wiernych stał się jeden z największych kościołów Polski powojennej, wybudowany od podstaw. Kościół cechuje się okrągłą sylwetką – stąd popularne nazwy „Okrąglak” i „Gazownia”; i dwoma poziomami – Kościół dolny i górny.
Kościół parafialny był od 1993 do 25 czerwca 2015 – siedzibą dekanatu, a jej proboszcz dziekanem.

### Wieża kościelna

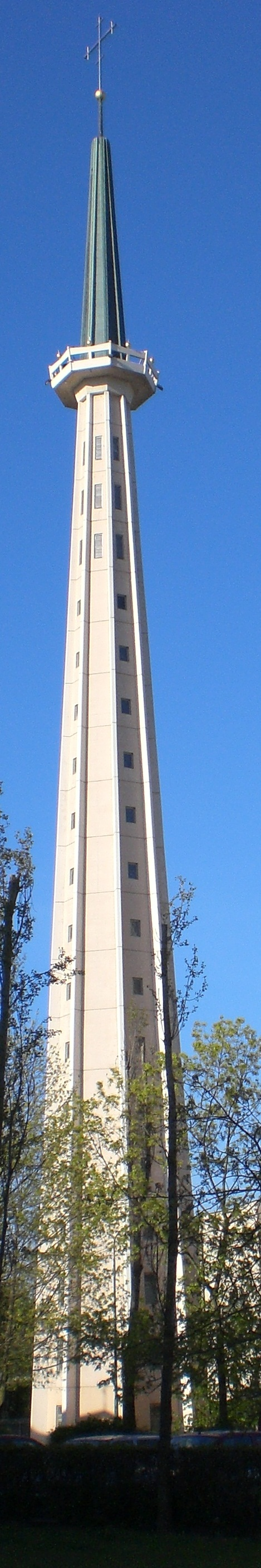
Wieża kościelna

Uzupełnieniem koncepcji architektonicznej kościoła stała się wieża o wysokości 83 metrów, której budowę rozpoczęto w 1976. Budowa wieży, dominującej nad architekturą modernistycznych bloków Przymorza, była wielokrotnie blokowana takimi niemerytorycznymi decyzjami jak: zagrożenie dla cywilnego ruchu lotniczego (po przeniesieniu lotniska na peryferia Gdańska do Rębiechowa).

## Proboszczowie
- 1958–1971: ks. Roman Siudek[7]
  - administrator parafii
- 1980–1999: ks. prał. Jan Majder[8]
  - administrator parafii (1971–1980)
- od 14 III 1999: ks. prał. mgr Andrzej Paździutko[9]
  - członek Rady ds. Ekonomicznych od 2 IV 2008

## Powołania z terenu parafii
- abp Mirosław Adamczyk[10][11][12][13]
  - nuncjusz apostolski od 2013